# Step on It!
Step on It! is een Amerikaanse western uit 1922 onder regie van Jack Conway.

## Verhaal
De cowboy Vic Collins lijdt zware verliezen door veedieven. Hij wordt verliefd op Lorraine Leighton uit Kansas. Hoewel de veedieven hun sporen uitwissen, wordt Lorraine er door iedereen van verdacht dat ze hun aanvoerster is. Vic wil die roddel niet geloven, ook al geeft ze hem een klap op zijn hoofd met de kolf van een geweer, terwijl ze aan het vechten is met een veedief. Uiteindelijk vertelt ze dat ze de boeven wil vangen, omdat haar broer door hun schuld in de cel is beland. Met de hulp van Lafe Brownell kunnen ze de veedieven arresteren. 

## Rolverdeling
| Acteur           | Personage         |
| ---------------- | ----------------- |
| Hoot Gibson      | Vic Collins       |
| Edith Yorke      | Mevrouw Collins   |
| Frank Lanning    | Pidge Walters     |
| Barbara Bedford  | Lorraine Leighton |
| Victor Potel     | Noisy Johnson     |
| Gloria Davenport | Letty Mather      |
| Joseph W. Girard | Lafe Brownell     |
| Lee Shumway      | Bowman            |